# Уршмітт
Уршмітт (нім. Urschmitt) — громада в Німеччині, розташована в землі Рейнланд-Пфальц. Входить до складу району Кохем-Целль. Складова частина об'єднання громад Ульмен.
Площа — 6,61 км2. Населення становить 190 ос. (станом на 31 грудня 2020).